# Moses Aupaluktuq
Moses Aupaluktuq est un homme politique territoriale du Nunavut au Canada. Il est actuellement le député de l'Assemblée législative du Nunavut depuis sa fonction du moment qu'il est élu pour la première fois à l'élection nunavoise du 28 octobre 2008.